# Licencia bancaria
Una licencia bancaria es un prerrequisito que debe obtener una entidad financiera para poseer el estatus legal de banco, con todas las atribuciones para operar como tal en el mercado financiero, diferenciándose así de las empresas financieras, con prestaciones y servicios más limitados. En la mayoría de las jurisdicciones del mundo, existen organismos gubernamentales especializados para estos propósitos, los cuales son entes encargados de entregar este tipo de licencias, siendo por lo general los mismos que otorgan la regulación bancaria correspondiente. Sin la obtención de esta licencia, una entidad financiera no puede tener el nombre de «banco» propiamente tal. La principal atribución que otorga esta licencia es la autorización para administrar el dinero de terceras personas (sus clientes), mediante servicios de ahorro, inversión, seguros, entre otros, como una medida para garantizar y proteger a inversores y ahorristas que dicha entidad cumple con los estándares requeridos y será supervigilada por organismos estatales destinados para ello, además de demostrar una cierta solvencia que permita administrar dichos fondos de manera eficiente.  

## Tipos de licencias bancarias
Hay diferentes tipos de licencias bancarias que se otorgan dependiendo de las condiciones de cada entidad que la entrega y de la situación de cada entidad solicitante, entre las que se cuentan las siguientes:
- Licencia bancaria completa: Para todo tipo de actividad bancaria dentro de un territorio determinado, que permite la recepción de depósitos al público en general, entre otras operaciones.
- Licencia bancaria internacional: También conocida como licencia bancaria Offshore, el cual permite al banco operar solamente en el extranjero y prohíbe toda actividad bancaria a nivel local.
- Licencia financiera no bancaria: Otorgada a empresas financieras con un número limitado de operaciones y que no pueden operar como bancos, pero se encuentran normalmente bajo la normativa de la regulación bancaria.

## Emisión de licencias
Existen una serie de disposiciones y requisitos que las entidades financieras deben cumplir para que les sea otorgada una licencia bancaria, que difieren entre sí según el tipo de licencia y el organismo regulador, que por lo habitual tiene carácter nacional. Entre los requerimientos, se encuentra la demostración por parte de la entidad solicitante de un mínimo de capital para poder operar, el establecimiento de un directorio o consejo de administración que sea público y con un mínimo de directores, la residencia de sus accionistas  y la publicación de sus beneficiarios, entre otros. En algunas jurisdicciones, conocidas como «paraísos fiscales», tienen la reputación de estándares laxos o incluso corruptos en la concesión de licencias bancarias, permitiendo operar como tales a «empresas fantasma», con directorios, sucursales y accionistas ficticios.
Es común que las entidades reguladoras sigan las recomendaciones, consultas, análisis y normativas de los bancos centrales (cuando no es el organismo emisor) de su jurisdicción y del Comité de Basilea a nivel internacional, previo a otorgar una licencia bancaria a una entidad financiera.

## Banca digital y neobancos
Con la aparición de la banca digital y de las empresas de tecnología financiera (conocidas por el anglicismo Fintech), surgió el concepto de «neobanco», un tipo de banco directo (sin sucursales físicas) que debe operar con el respaldo directo de un banco que tenga su licencia bancaria para que pueda tener dicha categoría. El Banco Central Europeo (BCE) realizó una consulta pública en 2017 para incorporar nuevas regulaciones en la normativa para el otorgamiento de licencias bancarias a este tipo de entidades financieras digitales.